# ジョルジアン・デ・アラスカエタ
ジョルジアン・ダニエル・デ・アラスカエタ・ベネデッティ（Giorgian Daniel De Arrascaeta Benedetti，1994年6月1日 - ）は、ウルグアイ・リオ・ネグロ県ヌエボ・ベルリン出身のサッカー選手。カンピオナート・ブラジレイロ・セリエA・CRフラメンゴ所属。ウルグアイ代表。ポジションはミッドフィールダー。

## 経歴

### クラブ
ウルグアイ屈指の強豪クラブ、デフェンソール・スポルティングの下部組織出身。2012年10月、18歳の誕生日から4ヶ月後にトップチームデビューを果たした。2013年のクラウスーラではチームの主力として優勝に貢献したが、年間優勝チームを決めるプレーオフでペニャロールに敗れた。2014年のコパ・リベルタドーレスでは4強入りを果たした。
2015年1月、ブラジルのクルゼイロECに移籍。
2019年1月12日、2023年末までの契約でCRフラメンゴに移籍した。
2022年1月18日、契約を2026年12月31日まで延長した。

### 代表
各年代においてウルグアイ代表でプレー。2013 FIFA U-20ワールドカップでは2得点を挙げ準優勝に貢献した。
2014年9月、韓国代表とのフレンドリーマッチでフル代表デビュー。この試合唯一の得点となるホセ・ヒメネスのゴールをアシストした。
コパ・アメリカ2015ではディエゴ・フォルランから背番号10番を受け継ぎ大会に臨んだ。6月6日、グアテマラ代表との大会前親善試合で代表初ゴール。
2018年5月、2018 FIFAワールドカップに向けた暫定登録メンバー26人の一人に選ばれた。
2022年11月10日、2022 FIFAワールドカップに向けたメンバーの1人に選ばれた。12月3日、グループリーグ突破がかかるグループリーグ最終節ガーナ戦では2得点を挙げて2-0で勝利したが、勝ち点と得失点差で並んだ韓国より総得点が2点少なかったことにより、3位でのグループリーグ敗退が決まった。
2024年6月8日、コパ・アメリカ2024に出場するウルグアイ代表メンバーに選出された。

## 代表歴

### 出場大会
- ウルグアイ代表
  - 2015年 - コパ・アメリカ2015 (ベスト8)
  - 2018年 - 2018 FIFAワールドカップ（ベスト8）
  - 2019年 - コパ・アメリカ2019
  - 2022年 - 2022 FIFAワールドカップ

### 試合数
- 国際Aマッチ 44試合 10得点（2014年-）[12]

| ウルグアイ代表 | 国際Aマッチ | 国際Aマッチ |
| 年             | 出場        | 得点        |
| -------------- | ----------- | ----------- |
| 2014           | 3           | 0           |
| 2015           | 4           | 1           |
| 2016           | 0           | 0           |
| 2017           | 5           | 0           |
| 2018           | 6           | 1           |
| 2019           | 7           | 1           |
| 2020           | 1           | 0           |
| 2021           | 8           | 3           |
| 2022           | 8           | 4           |
| 2023           | 2           | 0           |
| 2024           |             |             |
| 通算           | 44          | 10          |

### 得点
| #  | 開催年月日    | 開催地                                               | 対戦国         | スコア | 結果 | 試合概要                      |
| -- | ------------- | ---------------------------------------------------- | -------------- | ------ | ---- | ----------------------------- |
| 1. | 2015年6月6日  | モンテビデオ、エスタディオ・センテナリオ             | グアテマラ     | 4-0    | 5-1  | 親善試合                      |
| 2. | 2018年6月7日  | モンテビデオ、エスタディオ・センテナリオ             | ウズベキスタン | 1-0    | 3-0  | 親善試合                      |
| 3. | 2019年9月6日  | サンホセ、エスタディオ・ナシオナル・デ・コスタリカ   | コスタリカ     | 1-0    | 2-1  | 親善試合                      |
| 4. | 2021年9月2日  | リマ、エスタディオ・ナシオナル                       | ペルー         | 1-1    | 1-1  | 2022 FIFAワールドカップ・予選 |
| 5. | 2021年9月5日  | モンテビデオ、エスタディオ・カンペオン・デル・シグロ | ボリビア       | 1-0    | 4-2  | 2022 FIFAワールドカップ・予選 |
| 6. | 2021年9月5日  | モンテビデオ、エスタディオ・カンペオン・デル・シグロ | ボリビア       | 4-1    | 4-2  | 2022 FIFAワールドカップ・予選 |
| 7. | 2022年2月1日  | モンテビデオ、エスタディオ・センテナリオ             | ベネズエラ     | 2-0    | 4-1  | 2022 FIFAワールドカップ・予選 |
| 8. | 2022年3月24日 | モンテビデオ、エスタディオ・センテナリオ             | ペルー         | 1-0    | 1-0  | 2022 FIFAワールドカップ・予選 |

## タイトル

### クラブ
デフェンソール・スポルティング
- プリメーラ・ディビシオン後期： 1回 （2012-13）

クルゼイロEC
- コパ・ド・ブラジル： ２回 （2017, 2018）
- カンピオナート・ミネイロ： 1回 （2018）

CRフラメンゴ
- コパ・リベルタドーレス： 1回 (2019)
- レコパ・スダメリカーナ： 1回 (2020)
- カンピオナート・ブラジレイロ・セリエA： ２回 (2019, 2020)
- スーペルコパ・ド・ブラジル： 2回 (2019, 2020)
- カンピオナート・カリオカ: 3回 (2019, 2020, 2021)